# Lughaya
Lughaya – miasto w północno-zachodniej Somalii; w regionie Awdal; 14 010 mieszkańców (2005). Jest stolicą okręgu Lughaya. Terytorium sporne między Somalilandem a Awdallandem.
Większa część mieszkańców to rolnicy i pasterze. Lughaya posiada mały port wodny.